# Synchysite-(Ce)
La synchysite-(Ce) est une espèce minérale du groupe des carbonates et du sous-groupe des carbonates anhydres avec anions étrangers, de formule Ca(Ce,La)(CO3)2F.

## Historique de la description et appellations

### Inventeur et étymologie
La synchysite-(Ce) a été décrite en 1900 par G.Flink. Elle fut nommée ainsi selon le grec σύγχΰσις-sunkusis, qui signifie confusion en allusion à l'erreur d'identification de ce minéral qui a d'abord été pris pour de la parisite-(Ce).

### Topotype
Les échantillons servant à la description ont été découverts à :
Narssârssuk pegmatite, Narssârssuk, Igaliku, Narsaq, Kitaa, Groenland.
Les échantillons de référence sont déposés à l'Université de Copenhague au Danemark.

## Caractéristiques physico-chimiques

### Critères de détermination
La synchysite-(Ce) est un minéral qui peut être incolore, jaune pâle, jaune, jaune brun ou brun, se présentant sous la forme de cristaux pseudo-hexagonaux, pyramidaux selon {\displaystyle 10}1{\displaystyle }{\displaystyle 0} ou tabulaires. Ils sont généralement striés parallèlement à la face {0001}, et peuvent atteindre 6 centimètres. Elle possède un éclat vitreux à gras, elle est translucide, fragile et cassante. Elle présente un clivage indistinct sur {0001}, et sa cassure est irrégulière à subconchoïdale. Sa dureté est de 4,5 sur l'échelle de dureté de Mohs, et sa densité mesurée est de 3,9. Son pléochroïsme est faible et son trait est blanc. Elle présente aussi un jumelage sur {0001}. La synchysite-(Ce) est faiblement radioactive, soit jusqu'à environ 1 Bq/g.

### Composition chimique
La synchysite-(Ce) de formule Ca(Ce,La)(CO3)2F a une masse moléculaire de 319,21 u, soit 5,30 × 10−25 kg. Elle est donc composée des éléments suivants :
| Élément | Nombre (formule)    | Masse des atomes (u) | % de la masse moléculaire |
| ------- | ------------------- | -------------------- | ------------------------- |
| Oxygène | 6                   | 95,99                | 30,07 %                   |
| Carbone | 2                   | 24,02                | 7,53 %                    |
| Calcium | 1                   | 40,08                | 12,56 %                   |
| Cérium  | 1                   | 140,12               | 43,89 %                   |
| Fluor   | 1                   | 19                   | 5,95 %                    |
|         | Total : 11 éléments | Total : 319,21 u     | Total : 100 %             |

La synchysite-(Ce) contient parfois du lanthane.
Cette composition place ce minéral :
- Selon la classification de Strunz: dans la classe des carbonates (V), plus précisément des carbonates anhydres avec anions étrangers (5.B) contenant des terres rares (5.BD) ;
- Selon la classification de Dana : dans la classe des carbonates anhydres contenant des halogènes (16a), de formule générale (AB)(XO3)Zq (16a.1).

### Variétés et mélanges
Il existe trois analogues de la synchysite-(Ce) :
- La synchysite-(Nd), où le néodyme remplace le cérium, gris bleuâtre ou violacée ;
- La synchysite-(Y), où l'yttrium remplace le cérium, brune rougeâtre ;
- La huanghoïte-(Ce), où le baryum remplace le calcium.

### Cristallochimie
La synchysite-(Ce) fait partie du groupe de la synchysite.
| Minéral         | Formule          | Groupe ponctuel                       | Groupe d'espace                       |
| --------------- | ---------------- | ------------------------------------- | ------------------------------------- |
| Huanghoïte-(Ce) | BaCe(CO3)2F      | {\displaystyle 3} {\displaystyle 2/m} | {\displaystyle R} 3{\displaystyle m}  |
| Synchysite-(Ce) | Ca(Ce,La)(CO3)2F | {\displaystyle 2/m}                   | {\displaystyle C} {\displaystyle 2/c} |
| Synchysite-(Nd) | CaNd(CO3)2F      | {\displaystyle 2/m}                   | {\displaystyle C} {\displaystyle 2/c} |
| Synchysite-(Y)  | CaY(CO3)2F       | {\displaystyle 2/m}                   | {\displaystyle C} {\displaystyle 2/c} |

### Cristallographie
La synchysite-(Ce) cristallise dans le système cristallin monoclinique. Son groupe d'espace est {\displaystyle C} {\displaystyle 2/m}.
- Les paramètres de la maille conventionnelle sont : {\displaystyle a} = 12,329 Å, {\displaystyle b} = 7,110 Å, {\displaystyle c} = 18,741 Å, β = 102.68°, Z = 12 unités formulaires par maille (volume de la maille V = 1 602,75 Å3).
- La masse volumique calculée est : 3,88 g/cm3 (sensiblement égale à la densité mesurée).

## Gîtes et gisements

### Gîtologie et minéraux associés
Gîtologie
La synchysite-(Ce) est un minéral rare que l'on trouve :
- dans les granites ou les pegmatites syénitiques (Groenland).
- dans les fissures alpines de roches cristallines (Piémont)[4]?
- dans les carbonatites (Mont-Saint-Hilaire).

Minéraux associés
- Astrophyllite, catapléiite, neptunite, elpidite, cordylite, fluorite, rhodochrosite, polylithionite, aegirine, microcline, albite (Narssârssuk, Groenland);
- ewaldite, belovite-(Ce), fluorite, nénadkévichite, ancylite-(Ce), kukharenkoite-(Ce), mckelveyite-(Y), burbankite, calcite, barite, orthoclase (Massif des Khibiny, Russie)
- albite, adulaire, muscovite, quartz, chlorites, monazite, xénotime, anatase, brookite (Carrières de gneiss de Beura-Cardezza/ haut val d'Ossola, Monte Cervandone, Piémont, Italie).

### Gisements producteurs de spécimens remarquables
- Autriche

Glacier Oberschrammach, Mont Schrammacher, Zamser Grund, Ziller Valley, Tyrol
- Canada

Carrière de la Poudrette, Mont Saint-Hilaire, RCM de Rouville, Montérégie, Québec
- États-Unis

Nombreuses localités
Mine White Pine, White Pine, Comté d'Ontonoagon, Michigan.
- France

Mine de Talc de Luzenac, Ariège, Midi-Pyrénées.
- Groenland

Narssârssuk pegmatite, Narssârssuk, Igaliku, Narsaq, Kitaa, Groenland,,,.
- Italie

Carrières de gneiss de Beura-Cardezza, Val d'Ossola, Province du Verbano-Cusio-Ossola, Piémont,.
- Russie

Mine d'apatite de Kirovskii, Mont Kukisvumchorr, Massif des Khibiny, Péninsule de Kola, Oblast de Mourmansk,.
- Suisse

Piz Blas/ Piz Rondadura, Vallée de Nalps, Tujetsch, Canton des Grisons,.